# Zodiak Media Group
Zodiak Media Group era una società di produzione televisiva europea controllata dal gruppo De Agostini.
La società è stata creata nel 2007 con l'intento di riunire le diverse società acquistate da De Agostini Communications nel campo della produzione televisiva. La sede principale era a Parigi e possedeva uffici a Milano, Londra, Los Angeles, Stoccolma e Mosca.

## Le controllate
Zodiak Media Group controlla:
- Zodiak Television, casa di produzione televisiva svedese acquisita nel 2008 con attività in 14 paesi del nord e dell'est Europa.
- Marathon Group: casa di produzione televisiva acquisita nel 2007 che opera in Francia nella produzione di contenuti audiovisuali, attraverso le controllate Marathon, Marathon Media, Marathon International, Tele Image, Adventure Line Productions - ALP, KMProduction.
- Magnolia, casa di produzione televisiva acquisita nel 2007 che opera in Italia nella produzione di contenuti audiovisuali, attraverso le controllate Magnolia France, Magnolia Spagna, Magnolia Fiction, Neo Network, Quadrio e Milano-Roma.
- Zodiak Active, divisione di Zodiak Media Group fondata nel 2010 specializzata in progetti digital e di branded content nata dall'integrazione dell'italiana Neo Network con l'inglese Rdf Contact. È guidata da Nicola Drago.[1]. Opera in Italia, Brasile, Inghilterra e Stati Uniti.

Zodiak Media Group offriva questi prodotti in 19 paesi: Regno Unito, Francia, Italia, Spagna, Grecia, Germania, Svezia, Danimarca, Norvegia, Finlandia, Belgio, Paesi Bassi, Polonia, Ucraina, Russia, Bielorussia, India e Stati Uniti.